# Terremoto della Calabria dell'8 giugno 1638
Il terremoto dell'8 giugno 1638 fu un disastroso terremoto che colpì la Calabria, in particolare all'interno della Sila Piccola nei pressi di Verzino, nel Crotonese, e parte del territorio già colpito nei giorni 27 e 28 marzo del 1638 da un altro terremoto catastrofico.

## Storia

### Data
Secondo il Working Group Catalogo Parametrico Terremoti Italiani (CPTI) la scossa di terremoto si verificò l'8 giugno 1638 alle ore 9:45 GMT, corrispondenti all'incirca alle ore 11 calabresi; negli articoli di Paolo Galli e Vittorio Bosi citati in Bibliografia, e in un lavoro di Giovanna Chiodo sui terremoti del 1638, la data del terremoto viene fissata alla notte del 9 giugno 1638.

### Località
Il terremoto colpì il versante orientale della Calabria, in particolare le località del Marchesato Crotonese e le pendici orientali della Sila. Nella seguente tabella, costruita in base al Catalogo dell'Istituto nazionale di geofisica e al Database Macrosismico Italiano del 2004, vengono riportate alcune di queste località ordinate per latitudine decrescente:
| Località               | Latitudine | Longitudine | Intensità al sito (MCS) |
| ---------------------- | ---------- | ----------- | ----------------------- |
| Crotone                | 39.080     | 17.127      | 8-9                     |
| Rocca di Neto vecchia  | 39.185     | 16.993      | 8-9                     |
| Cutro                  | 39.033     | 16.982      | 8-9                     |
| Casabona               | 39.248     | 16.958      | 9-10                    |
| Zinga                  | 39.261     | 16.919      | 9-10                    |
| Santa Severina         | 39.147     | 16.913      | 8                       |
| Scala Coeli            | 39.445     | 16.890      | 9                       |
| Belvedere di Spinello  | 39.212     | 16.888      | 9                       |
| Roccabernarda          | 39.133     | 16.868      | 10                      |
| Verzino                | 39.312     | 16.861      | 9-10                    |
| Calopezzati            | 39.560     | 16.802      | 9                       |
| Policastro             | 39.112     | 16.789      | 9-10                    |
| Mesoraca               | 39.077     | 16.789      | 9                       |
| Belcastro              | 39.017     | 16.785      | 8-9                     |
| Caccuri                | 39.227     | 16.779      | 9-10                    |
| Crosia                 | 39.566     | 16.773      | 9                       |
| Sant'Angelo di Frigilo | 39.088     | 16.765      | 7-8                     |
| Caloveto               | 39.505     | 16.760      | 9                       |
| Bocchigliero           | 39.418     | 16.751      | 9                       |
| San Giovanni in Fiore  | 39.254     | 16.699      | 9                       |
| Simeri                 | 38.932     | 16.662      | 9                       |
| Rossano                | 39.574     | 16.635      | 7-8                     |
| Longobucco             | 39.449     | 16.611      | 8-9                     |
| Catanzaro              | 38.914     | 16.586      | 8-9                     |
| Minnito                | 39.310     | 16.343      | 8                       |
| Celico                 | 39.309     | 16.340      | 8                       |
| Pietrafitta            | 39.260     | 16.340      | 7                       |
| Rovito                 | 39.308     | 16.321      | 7-8                     |
| Flavetto               | 39.311     | 16.319      | 7-8                     |
| Lappano                | 39.319     | 16.312      | 7-8                     |
| San Pietro in Guarano  | 39.342     | 16.311      | 7                       |
| Corno                  | 39.333     | 16.311      | 8                       |
| San Benedetto Ullano   | 39.339     | 16.302      | 7-8                     |
| Zumpano                | 39.310     | 16.291      | 7-8                     |
| Rose                   | 39.399     | 16.288      | 8                       |
| Castiglione Cosentino  | 39.351     | 16.288      | 7-8                     |
| Motta                  | 39.310     | 16.286      | 7                       |
| Bisignano              | 39.513     | 16.285      | 8                       |
| Cosenza                | 39.303     | 16.252      | 8                       |
| Monteleone             | 38.675     | 16.102      | 6                       |

### Conseguenze
L'intensità all'epicentro fu del X grado della scala Mercalli, Me 6.9. Venne interessata soprattutto una vasta area della Sila spopolata. Ciononostante, secondo la relazione ufficiale del consigliere Ettore Capecelatro, inviato nelle Calabrie viceré spagnolo, complessivamente furono distrutti sei paesi e ci furono danni gravissimi in altri quindici, fra cui Crotone e Catanzaro. Furono interessati anche Cosenza e casali circostanti che avevano già subito danni gravissimi durante il terremoto del 27 marzo 1638. Il terremoto causò imponenti dissesti geologici che modificarono in modo permanente la geografia fisica della Calabria. Secondo testimoni dell'epoca si determinò fra l'altro l'apertura di un'enorme faglia alta 80 cm circa e lunga 60 miglia che da Petilia Policastro (anticamente, Policastro) giungeva in Sila e dalla quale fuoriuscivano gas:
(Agazio Di Somma, Historico racconto de i terremoti della Calabria dall'anno 1638, fin'anno 41. Napoli, appresso Camillo Cauallo, 1641.)
La faglia venne riconosciuta ai primi del XVIII secolo da Domenico Martire in località "Cagno" nel territorio di San Giovanni in Fiore, nelle vicinanze dell'attuale lago Ampollino, ed è stata studiata di recente per mezzo di analisi paleosismologiche e il ricorso alla fotografia aerea nella zona della Sila chiamata ancora adesso, nel ricordo dei contadini, "La conca del terremoto".